# Česká ženská házenkářská reprezentace
Česká házenkářská reprezentace žen reprezentuje Českou republiku na mezinárodních házenkářských akcích, jako je mistrovství světa nebo mistrovství Evropy. V systému mezinárodních her je Česká republika nástupnickým týmem Československa (1957–1992). Nejlepším výsledkem české reprezentace na mistrovství světa je osmé místo (2017, 2023), stejně jako na mistrovství Evropy (1994, 2002). Na olympijské hry se zatím neprobojovala. Reprezentace je organizována Českým svazem házené. Dres je v základní sadě celočervený.

## Mistrovství světa
| Rok/pořádající země             | Účast                           |
| ------------------------------- | ------------------------------- |
| MS 1993 Norsko                  | 9. místo                        |
| MS 1995 Rakousko, Maďarsko      | 13. místo                       |
| MS 1997 Německo                 | 13. místo                       |
| MS 1999 Norsko, Dánsko          | 19. místo                       |
| MS 2001 Itálie                  | Ne                              |
| MS 2003 Chorvatsko              | 15. místo                       |
| MS 2005 Rusko                   | Ne                              |
| MS 2007 Francie                 | Ne                              |
| MS 2009 Čína                    | Ne                              |
| MS 2011 Brazílie                | Ne                              |
| MS 2013 Srbsko                  | 15. místo                       |
| MS 2015 Dánsko                  | Ne                              |
| MS 2017 Německo                 | 8. místo                        |
| MS 2019 Japonsko                | Ne                              |
| MS 2021 Španělsko               | 19. místo                       |
| MS 2023 Dánsko, Norsko, Švédsko | 8. místo                        |
| Celkem                          | Účast – 8× · – 0× · – 0× · – 0× |

## Soupisky na MS
- MS 1993 (9. místo) • Lenka Černá • Mariana Boziková • Zuzana Prekopová • Lubica Hlavatá • Petra Čumplová • Zuzana Pospíšilová • Erika Baloghová • Renata Velická • Gabriela Sabadošová • Júlia Kolečániová • Lubica Ladiscová • Gabriela Korandová • Marie Libanská • Andrea Kostková • Eva Lepesová • Renáta Tarhaiová
- MS 1995 (13. místo) • Lenka Černá • Renata Tarhaiová • Ilona Simonová • Petra Čumplová • Zuzana Pospíšilová • Zdenka Zadinová • Marie Libánská • Erika Koberová • Zuzana Hudáková • Kateřina Merhautová • Naděžda Krejčiříková • Lenka Romanová • Simona Roubínková • Gabriela Korandová • Gabriela Bartušková
- MS 1997 (13. místo) • Lenka Černá • Markéta Myslivcová • Zuzana Pospíšilová • Erika Koberová • Renáta Cilečková • Monika Ludmilová • Lenka Romanová • Jarmila Májíčková • Gabriela Korandová • Petra Válová • Marie Libánská • Naděžda Krejčiříková • Petra Čumplová • Gabriela Bartušková • Jana Arnošová
- MS 1999 (19. místo) • Lenka Černá • Gabriela Buchtová • Zuzana Pospíšilová • Petra Válová • Erika Polozová • Naděžda Krejčiříková • Renata Motalová • Monika Ludmilová • Lenka Romanová • Jarmila Májíčková • Petra Čumplová • Kateřina Čítková • Renata Filipová • Gabriela Korandová • Renáta Tarhaiová
- MS 2003 (15. místo) • Lenka Černá • Vendula Ajglová • Pavla Škavroňková • Iva Zámorská • Lucie Fabíková • Martina Knytlová • Simona Roubínková • Alena Polášková • Jana Fischerová • Marta Adámková • Petra Válová • Petra Čumplová • Kateřina Vašková • Jana Arnošová • Pavla Plamínková • Jana Simerská
- MS 2013 (15. místo) • Jana Knedlíková • Kateřina Keclíková • Romana Chrenková • Pavla Poznarová • Kristýna Salčáková • Petra Růčková • Hana Kutlvašrová • Barbora Raníková • Klára Černá • Petra Vítková • Michaela Hrbková • Lucie Satrapová • Iveta Luzumová • Helena Štěrbová • Martina Crhová • Dominika Selucká • Dominika Müllnerová
- MS 2017 (8. místo) • Veronika Galušková • Helena Ryšánková • Kristýna Salčáková • Petra Růčková • Kamila Kordovská • Michaela Hrbková • Lucie Satrapová • Iveta Luzumová • Petra Adámková • Šárka Marčíková • Dominika Müllnerová • Alena Stellnerová • Petra Kudláčková • Dominika Zachová • Markéta Jeřábková • Veronika Malá
- MS 2021 (19. místo) • Petra Kudláčková • Karin Řezáčová • Michaela Malá • Jana Knedlíková • Silvie Polášková • Kamila Kordovská • Veronika Andrýsková • Veronika Mikulášková • Markéta Hurychová • Adéla Stříšková • Julie Franková • Dominika Zachová • Sára Kovářová • Markéta Jeřábková • Veronika Malá • Michaela Holanová • Magda Kašpárková • Charlotte Cholevová
- MS 2023 (8. místo) • Adéla Stříšková • Kamila Kordovská • Markéta Šustáčková • Eliška Desortová • Alena Stellnerová • Natálie Kuxová • Petra Kudláčková • Julie Franková • Anna Franková • Katka Dresslerová • Dominika Zachová • Sára Kovářová • Markéta Jeřábková • Veronika Malá • Sabrina Novotná • Anna Jestříbková • Charlotte Cholevová

## Mistrovství Evropy
| Rok/pořádající země                              | Účast                           |
| ------------------------------------------------ | ------------------------------- |
| ME 1994 Německo                                  | 8. místo                        |
| ME 1996 Dánsko                                   | Ne                              |
| ME 1998 Nizozemsko                               | Ne                              |
| ME 2000 Rumunsko                                 | Ne                              |
| ME 2002 Dánsko                                   | 8. místo                        |
| ME 2004 Maďarsko                                 | 15. místo                       |
| ME 2006 Švédsko                                  | Ne                              |
| ME 2008 Makedonie                                | Ne                              |
| ME 2010 Dánsko, Norsko                           | Ne                              |
| ME 2012 Srbsko                                   | 12. místo                       |
| ME 2014 Chorvatsko, Maďarsko                     | Ne                              |
| ME 2016 Švédsko                                  | 10. místo                       |
| ME 2018 Francie                                  | 15. místo                       |
| ME 2020 Dánsko                                   | 15. místo                       |
| ME 2022 Černá Hora, Severní Makedonie, Slovinsko | Ne                              |
| Celkem                                           | Účast – 7× · – 0× · – 0× · – 0× |

## Soupisky na ME
- ME 1994 (8. místo)
- ME 2002 (8. místo) • Lenka Černá • Vendula Ajglová • Iva Zámorská • Lucie Fabíková • Martina Knytlová • Simona Roubínková • Alena Polášková • Marta Adámková • Lenka Romanová • Marcela Handlová • Petra Válová • Petra Čumplová • Jana Simerská • Kateřina Vašková • Pavla Škavroňková
- ME 2004 (15. místo) • Kristýna Selicharová • Vendula Ajglová • Iva Zámorská • Lucie Fabíková • Lenka Kysučanová • Martina Knytlová • Simona Roubínková • Jana Fischerová • Martina Šašková • Lenka Fleková • Jana Arnošová • Petra Válová • Martina Jonášová • Jana Simerská • Alena Polášková • Kateřina Vašková
- ME 2012 (12. místo) • Jana Knedlíková • Kateřina Keclíková • Romana Chrenková • Pavla Poznarová • Kristýna Salčáková • Petra Růčková • Hana Kutlvašrová • Barbora Raníková • Klára Černá • Petra Vítková • Michaela Hrbková • Lucie Satrapová • Hana Martínková • Iveta Luzumová • Helena Štěrbová • Dominika Selucká • Iveta Matoušková
- ME 2016 (10. místo) • Jana Knedlíková • Helena Ryšánková • Kristýna Salčáková • Petra Růčková • Kamila Kordovská • Michaela Hrbková • Lucie Satrapová • Iveta Luzumová • Martina Crhová • Petra Adámková • Šárka Marčíková • Dominika Müllnerová • Alena Stellnerová • Petra Kudláčková • Martina Weisenbilderová • Markéta Jeřábková • Veronika Malá
- ME 2018 (15. místo) • Jana Knedlíková • Sára Kovářová • Helena Ryšánková • Michaela Konečná • Kristýna Mika • Kamila Kordovská • Lucie Satrapová • Iveta Luzumová • Veronika Mikulášková • Jana Šustková • Petra Adámková • Šárka Marčíková • Alena Šetelíková • Petra Kudláčková • Dominika Zachová • Markéta Jeřábková • Veronika Malá
- ME 2020 (15. místo) • Jana Knedlíková • Michaela Konečná • Petra Maňáková • Hana Kvášová • Silvie Polášková • Kamila Kordovská • Veronika Mikulášková • Markéta Hurychová • Jana Šustková • Sabrina Novotná • Šárka Marčíková • Adéla Stříšková • Petra Kudláčková • Dominika Zachová • Sára Kovářová • Markéta Jeřábková • Veronika Malá

## Olympijské hry
| Rok/pořádající země     | Účast                           |
| ----------------------- | ------------------------------- |
| LOH 1996 Atlanta        | Ne                              |
| LOH 2000 Sydney         | Ne                              |
| LOH 2004 Athény         | Ne                              |
| LOH 2008 Peking         | Ne                              |
| LOH 2012 Londýn         | Ne                              |
| LOH 2016 Rio de Janeiro | Ne                              |
| LOH 2020 Tokio          | Ne                              |
| Celkem                  | Účast – 0× · – 0× · – 0× · – 0× |